# Diecezja Kottarakara-Punalur
Diecezja Kottarakara-Punalur – diecezja Malankarskiego Kościoła Ortodoksyjnego z siedzibą w Kottarakkara w stanie Kerala w Indiach.
Została erygowana 15 sierpnia 2010 poprzez wydzielenie części terenu z diecezji Thiruvananthapuram i Kollam.